# Samuel Vanúnio
Samuel foi um nobre bizantino de origem armênia do século VI do clã Vanúnio, ativo no reinado do imperador Maurício (r. 582–602), que se rebelou contra o Império Bizantino em 595/6. O intuito da rebelião infrutífera era assegurar a independência do planalto Armênio do controle imperial, mas a desunião dos conspiradores levou ao fracasso de seus planos. A rebelião foi combatida pelos generais de Maurício, que mataram em combate a maioria dos conspiradores, enquanto outros foram executados sob ordens imperiais.

## Contexto
Em 591, o imperador Maurício (r. 582–602) aceitou ajudar Cosroes II (r. 590–628) a reaver seu trono que havia sido usurpado por Vararanes VI (r. 590–591). Com a subsequente vitória dos aliados na guerra civil que se seguiu, Cosroes foi reconduzido ao trono e concordou em finalizar a guerra em curso entre o Império Sassânida e o Império Bizantino iniciada em 572. Como consequência da paz, grande parte da Armênia sassânida e da Ibéria Ocidental foram cedidas aos bizantinos e Maurício suspendeu o tributo que anteriormente era pago aos sassânidas.

## Vida

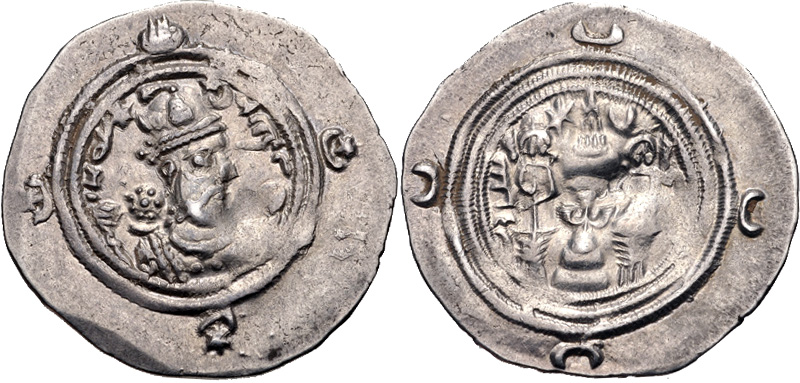
Dracma de r. cunhado em 590, ano de sua deposição

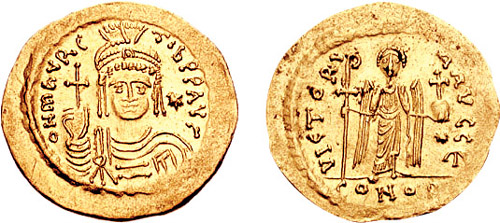
Soldo de Maurício r.

Samuel era membro da família principesca dos Vanúnios, que há época detinha um domínio em Airarate. Em 595/6, muitos nobres armênios estavam descontentes com o domínio bizantinos e pretendiam rebelar-se. Cosroes II enviou o hamaracar (oficial fiscal) da Vaspuracânia com grande quantidade de tesouros carregados em camelos com o intuito de comprar a lealdade dos nobres. Samuel e seus companheiros Atato Corcorúnio, Mamaque Mamicônio, Estêvão Siuni, Cotite Amatúnio e Teodoro Atrepatuni, seguidos por dois mil cavaleiros, encontraram o oficial na fronteira com o Azerbaijão, onde capturaram o tesouro, mas pouparam sua vida. Com os recursos que conquistaram, pretendiam contratar o apoio das tribos hunas ao norte do Cáucaso para assegurarem sua independência de bizantinos e sassânidas, mas ao alcançarem Naquichevão, desentenderam-se, dividiram o tesouro e acamparam no pântano de Chauque. Quando Cosroes soube do ocorrido, ordenou que uma carta fosse enviada a Maurício solicitando um exército para confrontá-los. Maurício respondeu enviando o general Heráclio, o Velho, que estava estacionado na Armênia, para encontrar as tropas sassânidas em Naquichevão. Os líderes dos rebeldes, exceto Atato e Samuel, optaram por se submeter aos sassânidas, sob promessas de salvo-conduto garantidas pelo hamaracar da Vaspuracânia.
Samuel e Atato fugiram com suas tropas e passarem pela vila de Saudeque, no canto sudeste do lago Sevã, antes de alcançarem a Albânia e entrarem em contato com os hunos. Pouco depois, acamparam na margem do rio Cura. Outros nobres os seguiram pouco depois e acamparam na margem oposta. Por não se sentirem convencidos de que podiam contar com o apoio huno, alguns revoltosos decidiram se submeter a Maurício, enquanto outros foram para junto do hamaracar sassânida. O oficial de Cosroes reuniu os nobres que foram junto dele e os convenceu a se manterem unidos, formando contingentes. O hamaracar partiu, mas deixou algumas tropas e informou que deviam aguardá-lo. Maurício, por sua vez, convocou Atato com suas tropas ao palácio imperial de Constantinopla e o realocou na Trácia. Samuel, seguido pelos nobres Vanúnios Sérgio, Varazes Narses, Narses, Bestã e Teodoro Atrepatuni, decidiu retomar os planos de rebelião. Os conspiradores pretendiam atacar o curador imperial de Teodosiópolis enquanto se banhava em fontes termais situadas nas imediações. O oficial soube do plano e conseguiu se abrigar na cidade antes dos armênios alcançarem o local. Muito butim foi adquirido e Samuel e seus companheiros fugiram para Corduena.
Um exército bizantino liderado por Heráclio, o Velho e Amazaspes III perseguiu os rebeldes, que foram obrigados a cruzar o rio Centrites, na fronteira de Corduena com a Armênia, através da chamada ponte de Daniel. Samuel e os outros destruíram a ponte e se prepararam no desfiladeiro próximo para proteger a passagem. Os bizantinos foram obrigados a parar a marchar junto ao rio e pretendiam retornar, quando encontraram um sacerdote viajante e o ameaçaram de morte caso não lhes contasse como poderiam cruzar. Todo o exército cruzou o vau que lhes foi mostrado. Parte das forças bizantinas cobriu a retaguarda, parte protegeu a ponte e a entrada do vale circundante e o restante entrou no ponto onde os rebeldes se protegiam e os massacrou. Narses, Bestã e Samuel foram mortos em combate, enquanto os demais foram capturados.